# Conflit israélo-libanais
Pour un article plus général, voir Conflit israélo-arabe.
Batailles
Fait partie du Conflit israélo-palestinien et de la guerre civile libanaise
Le conflit israélo-libanais, ou conflit du Sud-Liban est un conflit s'étendant sur une longue période, impliquant Israël, des milices armées basés au Liban et parfois la Syrie. Il a atteint son point culminant dans les années 1980, pendant la guerre du Liban. À la suite d'attaques de groupes palestiniens basés au Liban, Israël envahit le pays en 1978, puis à nouveau en 1982. Israël occupe alors le sud du Liban jusqu'en 2000, tout en étant confronté à une guérilla contre des milices chiites. Après le retrait d'Israël en 2000, les hostilités entre le Hezbollah - soutenu par l'Iran - et Israël perdurent et conduisent au conflit israélo-libanais de 2006. Une nouvelle période de conflit commencé en octobre 2023, dans le contexte de la guerre à Gaza, conduisant à l'invasion israélienne du Liban en 2024.
L'Organisation de libération de la Palestine (OLP) a recruté des militants au Liban parmi les familles de réfugiés palestiniens qui avaient été expulsés ou avaient fui en raison de la création d'Israël en 1948,. Après que la direction de l'OLP et sa brigade du Fatah ont été expulsées de Jordanie en 1970-71 pour avoir fomenté une révolte, elles sont entrées au Sud-Liban, ce qui a entraîné une augmentation de la violence interne et transfrontalière. Pendant ce temps, les tensions démographiques liées au Pacte national libanais ont conduit à la guerre civile libanaise (1975-1990). L'OLP a été l'un des facteurs clés de l'éclatement de la guerre civile libanaise et ses âpres batailles avec les factions libanaises ont provoqué une intervention étrangère. L'invasion du Liban par Israël en 1978 a poussé l'OLP au nord du Litani, mais l'OLP a poursuivi sa campagne contre Israël. Israël envahit à nouveau le Liban en 1982, en alliance avec les principales milices chrétiennes libanaises, les Forces libanaises et le parti Kataeb, et expulse de force l'OLP. En 1983, Israël et le Liban ont signé l'accord du 17 mai, qui fournit un cadre pour l'établissement de relations bilatérales normales entre les deux pays, mais les relations ont été perturbées par la prise de contrôle des milices chiites et druzes au début de 1984. Israël s'est retiré de la plus grande partie du Liban en 1985, mais a gardé le contrôle d'une zone tampon de sécurité de 20 kilomètres, tenue avec l'aide de militants mandataires de l'Armée du Liban Sud (ALS).
En 1985, le Hezbollah, un mouvement radical chiite libanais parrainé par l'Iran, a appelé à la lutte armée pour mettre fin à l'occupation israélienne du territoire libanais. Lorsque la guerre civile libanaise a pris fin et que les autres factions belligérantes ont accepté de désarmer, le Hezbollah et l'ALS ont refusé. Le combat avec le Hezbollah a affaibli la résolution israélienne et a conduit à l'effondrement de l'ALS et au retrait israélien en 2000 de son côté de la frontière désignée par l'ONU (Ligne bleue).
Invoquant le contrôle israélien du territoire des fermes de Chebaa, le Hezbollah a poursuivi ses attaques transfrontalières par intermittence au cours des six années suivantes. Le Hezbollah cherche maintenant à obtenir la libération de citoyens libanais détenus dans des prisons israéliennes et a utilisé avec succès la tactique consistant à capturer des soldats israéliens comme moyen de pression pour un échange de prisonniers en 2004,. La capture de deux soldats israéliens par le Hezbollah a déclenché la guerre du Liban en 2006. Son cessez-le-feu appelle au désarmement du Hezbollah et au respect de l'intégrité territoriale et de la souveraineté du Liban par Israël.
Les hostilités ont été suspendues le 8 septembre 2006. En 2015, la situation est restée généralement calme, malgré les deux parties qui ont violé les accords de cessez-le-feu ; Israël en effectuant des survols quasi quotidiens du territoire libanais, et le Hezbollah en ne désarmant pas.

## Contexte

### La première guerre mondiale et le mandat

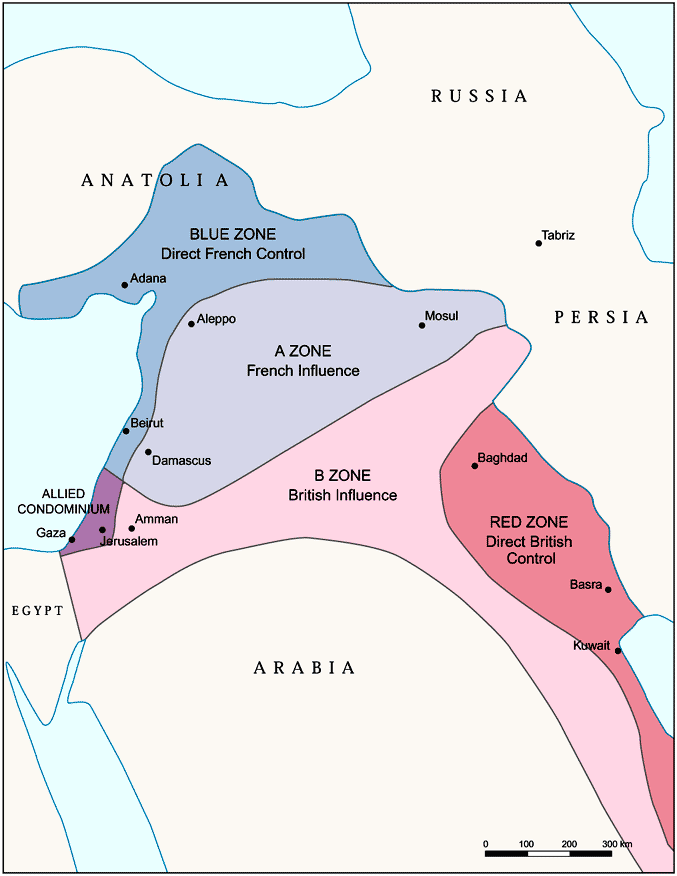
Zones d'influence et de contrôle françaises et britanniques imaginées par l'accord Sykes-Picot de 1916.

Les territoires de ce qui allait devenir les États d'Israël et du Liban faisaient autrefois partie de l'Empire ottoman, qui a duré de 1299 jusqu'à sa défaite lors de la Première Guerre mondiale et sa dissolution ultérieure en 1922. À la suite de la campagne du Sinaï et de la Palestine en 1917, les Britanniques ont occupé la Palestine et des parties de ce qui allait devenir la Syrie. Les troupes françaises ont pris Damas en 1918. La Société des Nations a officiellement donné aux Français le mandat de la Syrie et aux Britanniques le mandat de la Palestine après la conférence de San Remo en 1920, conformément à l'accord Sykes-Picot de 1916.
L'enclave largement chrétienne du Mandat français est devenue la République libanaise sous contrôle français en 1926. Le Liban est devenu indépendant en 1943, alors que la France était sous occupation allemande, bien que les troupes françaises ne se soient pas complètement retirées avant 1946.
La montée de l'antisémitisme en Europe, qui a culminé avec l'Holocauste pendant la Seconde Guerre mondiale, a entraîné une augmentation du nombre d'immigrants juifs au sein d'une minorité juive, majoritairement arabe. Pendant la révolte arabe de 1936-1939 et par la suite, les Britanniques en sont venus à compter de plus en plus sur les forces de police juives pour aider à maintenir l'ordre. Finalement, la montée des tensions ethniques et de la violence entre les Arabes et les Juifs qui en a résulté, due à l'immigration et à la collaboration des Juifs, a obligé les Britanniques à se retirer en 1947. (La zone de leur mandat située à l'est du Jourdain était déjà devenue l'État indépendant de Jordanie en 1946). L'Assemblée générale des Nations unies a élaboré un plan de partage des Nations unies de 1947, pour tenter de donner aux Arabes et aux Juifs leur propre État à partir des restes du mandat britannique ; cependant, ce plan a été rejeté par les Arabes, et la situation a rapidement dégénéré en une véritable guerre civile.

### Guerre israélo-arabe de 1948
En 1948, l'armée libanaise était de loin la plus petite armée régionale, ne comptant que 3 500 soldats. À l'instigation des dirigeants arabes de la région, le Liban a accepté de rejoindre les autres armées qui étaient rassemblées autour du périmètre du territoire sous mandat britannique de la Palestine dans le but d'envahir la Palestine. Le Liban a engagé 1 000 de ces soldats à la cause. Les armées arabes ont attendu la fin du Mandat et le retrait des forces britanniques, qui a été fixé au 15 mai 1948.
Israël a déclaré son indépendance le 14 mai 1948. Le lendemain, le Mandat britannique expirait officiellement et, dans un télégramme officiel, les sept membres de la Ligue arabe, dont le Liban, proclamaient publiquement leur objectif de créer un "État uni de Palestine" démocratique en remplacement du Plan de partage des Nations unies pour la Palestine. La Ligue est rapidement entrée dans le conflit du côté des Arabes palestiniens, amorçant ainsi la phase internationale de la guerre israélo-arabe de 1948. L'Égypte, le Liban, la Syrie, la Transjordanie et l'Irak ont déclaré la guerre au nouvel État d'Israël. Ils s'attendaient à une victoire facile et rapide dans ce qui allait être appelé la guerre arabo-israélienne de 1948. L'armée libanaise a rejoint les autres armées arabes dans l'invasion. Elle a traversé le nord de la Galilée. Mais à la fin du conflit, elle a été repoussée par les forces israéliennes, qui ont occupé le Sud-Liban. Israël a signé des accords d'armistice avec chacun de ses voisins envahisseurs. L'armistice avec le Liban a été signé le 23 mars 1949. Dans le cadre de l'accord avec le Liban, les forces israéliennes se sont retirées à la frontière internationale.
À la fin de cette guerre, Israël avait signé des accords de cessez-le-feu avec tous les pays arabes voisins[24]. Le territoire qu'il contrôle désormais va bien au-delà de ce qui lui avait été alloué dans le cadre du Plan de partage des Nations unies, et intègre une grande partie de ce qui avait été promis aux Arabes palestiniens dans le cadre de ce Plan. Cependant, tous les États parties de l'époque avaient compris que les accords d'armistice n'étaient pas des traités de paix avec Israël, ni la résolution finale du conflit entre eux, y compris les frontières.
Après la guerre, les Nations unies ont estimé à 711 000 le nombre d'Arabes palestiniens, sur un total estimé à 1,8 million d'habitants dans le Mandat de Palestine, qui ont fui, émigré ou ont été contraints de quitter Israël et d'entrer dans les pays voisins. En 1949, il y avait 110 000 Arabes palestiniens au Liban, déplacés dans des camps établis et administrés par l'Office de secours et de travaux des Nations unies pour les réfugiés de Palestine dans le Proche-Orient.
À l'exception de deux camps dans la région de Beyrouth, les camps étaient majoritairement musulmans. Les chrétiens libanais craignaient que l'afflux de musulmans n'affecte leur domination politique et leur majorité démographique supposée. Ils ont donc imposé des restrictions sur le statut des réfugiés palestiniens. Les réfugiés ne pouvaient pas travailler, voyager ou s'engager dans des activités politiques. Au début, les réfugiés étaient trop pauvres pour développer un leadership capable de représenter leurs préoccupations. Les régimes moins démocratiques craignaient également la menace que les réfugiés représentaient pour leur propre pouvoir, mais le Liban s'avérerait trop faible pour maintenir une répression.
L'Organisation de libération de la Palestine (OLP) a recruté des militants au Liban parmi les familles de réfugiés palestiniens qui avaient quitté Israël en 1948,.

### La guerre de l'eau et la guerre des six jours de 1967
Bien que partageant les tensions frontalières actuelles sur l'eau, le Liban a rejeté les appels des autres gouvernements arabes à participer à la guerre des Six Jours de 1967. Militairement faible dans le sud, le Liban ne pouvait se permettre un conflit avec Israël.
Néanmoins, la perte de territoire supplémentaire a radicalisé les Palestiniens qui languissaient dans les camps de réfugiés dans l'espoir de rentrer chez eux. L'afflux supplémentaire de réfugiés a transformé les camps palestiniens de tout le Moyen-Orient en centres d'activités de guérilla.

## Chronologie

### La montée des militants de l'OLP (1968-1975)
L'Organisation de libération de la Palestine (OLP), depuis sa création en 1964 par Ahmed Shukeri, a commencé à exécuter de nombreux attentats terroristes contre des civils israéliens pour tenter de remplir le vœu de sa charte de mission de poursuivre dans "la voie de la guerre sainte (al-jihad)" jusqu'à la création d'un État palestinien à la place de l'État d'Israël. La série d'attentats (tels que les attentats à la bombe de 1966 à Romema, Jérusalem) a poussé les forces de défense israéliennes (FDI) à frapper en retour, ce qui a déclenché la longue lutte, toujours non résolue, entre l'OLP et les FDI.
À partir de 1968, l'OLP a commencé à mener des raids depuis le Liban vers Israël, et Israël a commencé à effectuer des raids de représailles contre des villages libanais pour encourager les Libanais à traiter eux-mêmes avec les fedayins. Après qu'une compagnie aérienne israélienne ait été mitraillée à l'aéroport d'Athènes, Israël a effectué un raid sur l'aéroport international de Beyrouth en représailles, détruisant 13 avions civils.
Les citoyens non armés ne pouvaient pas expulser les étrangers armés, tandis que l'armée libanaise était trop faible militairement et politiquement. Les camps palestiniens sont passés sous contrôle palestinien après une série d'affrontements en 1968 et 1969 entre l'armée libanaise et les forces de guérilla palestiniennes émergentes. En 1969, l'accord du Caire a garanti aux réfugiés le droit de travailler, de former des comités autonomes et de s'engager dans la lutte armée: "Le mouvement de résistance palestinien a assumé la gestion quotidienne des camps de réfugiés, assurant la sécurité ainsi qu'une grande variété de services sanitaires, éducatifs et sociaux".
Le 8 mai 1970, une faction de l'OLP, appelée le Front démocratique pour la libération de la Palestine (FDLP), est entrée en Israël et a perpétré le massacre des bus scolaires d'Avivim.
En 1970, l'OLP a tenté de renverser un monarque régnant, le roi Hussein de Jordanie, et après qu'il eut réprimé la rébellion dans ce que les historiens arabes appellent le Septembre noir, la direction de l'OLP et ses troupes ont fui la Jordanie pour se réfugier en Syrie et finalement au Liban, où la violence transfrontalière s'est accrue.
Les factions de l'OLP, dont le siège est désormais à Beyrouth, recrutent de nouveaux membres dans les camps de réfugiés palestiniens. Le Sud-Liban est surnommé "Fatahland" en raison de la prédominance dans cette région de l'organisation du Fatah de Yasser Arafat. Avec sa propre armée opérant librement au Liban, l'OLP avait créé un État dans l'État. En 1975, plus de 300 000 Palestiniens déplacés vivaient au Liban.
En réaction au massacre de Munich en 1972, Israël a mené l'opération "Printemps de la jeunesse". Des membres des forces spéciales d'élite israéliennes ont débarqué par bateau au Liban le 9 avril 1973 et, avec l'aide d'agents des services de renseignement israéliens, ont infiltré le quartier général de l'OLP à Beyrouth et ont assassiné plusieurs membres de sa direction.
En 1974, l'OLP a modifié son orientation pour y inclure des éléments politiques, nécessaires à un dialogue avec Israël. Ceux qui insistaient sur une solution militaire sont partis pour former le Front Rejetoniste, et Yasser Arafat a repris le rôle de leader de l'OLP.
Le Front populaire pour la libération de la Palestine - Commandement général, qui s'est séparé de l'OLP en 1974, a perpétré le massacre de Kyriat Shmona en avril de cette année-là. En mai 1974, le FDLP est retourné en Israël et a perpétré le massacre de Ma'alot.

### La guerre civile libanaise (1975-1990)
La guerre civile libanaise (1975-1990) a été un conflit complexe sous la forme de diverses factions et d'alliances changeantes entre et parmi les catholiques maronites libanais, les musulmans libanais, les musulmans palestiniens, les Druzes libanais et d'autres groupes non sectaires. Le pouvoir gouvernemental avait été réparti entre les différents groupes religieux par le Pacte national basé en partie sur les résultats du recensement de 1932. Les changements démographiques et le sentiment accru de privation de certains groupes ethniques, ainsi que les affrontements israélo-palestiniens dans le sud du pays ont tous contribué au déclenchement de la guerre civile libanaise.

#### Le soutien israélien aux forces libanaises
À partir de mai 1976, Israël fournit aux milices maronites, dont les Forces libanaises, dirigées par Bachir Gemayel, des armes, des chars et des conseillers militaires,. La frontière entre Israël et le Liban est alors surnommée la "Bonne frontière ".
Craignant de perdre l'accès commercial au port de Beyrouth, la Syrie est intervenue dans la guerre civile en juin 1976 pour soutenir le gouvernement dominé par les Maronites, et en octobre, elle avait 40 000 soldats stationnés à l'intérieur du Liban.

#### L'opération Litani
Le 11 mars 1978, onze militants de l'OLP ont fait un débarquement sur une plage à 30 km. au sud de Haïfa, en Israël, où ils ont saisi un bus rempli de gens, tuant ceux qui se trouvaient à bord dans ce qui est connu comme le massacre de la route côtière. À la fin de l'incident, neuf pirates et 38 civils israéliens (dont 13 enfants) étaient morts.
En réponse, le 14 mars 1978, Israël a lancé l'opération Litani en occupant le sud du Liban, à l'exception de la ville de Tyr, avec 25 000 hommes. L'objectif était de repousser l'OLP loin de la frontière et de soutenir une milice chrétienne libanaise alliée à Israël, l'Armée du Liban Sud (ALS). Cependant, l'OLP a conclu, d'après le nom de l'opération, que l'invasion s'arrêterait au fleuve Litani et a déplacé ses forces vers le nord, laissant derrière elle une force symbolique de quelques centaines d'hommes Par conséquent, les victimes furent principalement des civils.
Le 19 mars 1978, le Conseil de sécurité des Nations unies a adopté la résolution 425, qui demandait le retrait immédiat d'Israël et la création d'une Force intérimaire des Nations unies au Liban. Lorsque les forces israéliennes se sont retirées plus tard en 1978, elles ont cédé leurs positions au Liban à l'Armée du Liban Sud qui a continué à se battre par procuration pour Israël contre l'OLP jusqu'à ce qu'Israël chasse l'OLP du Liban en 1982.
Le 22 avril 1979, Samir Kuntar et trois autres membres du Front de libération de la Palestine, une faction éphémère de l'OLP, ont débarqué à Nahariya, en Israël, en provenance de Tyr, au Liban, par bateau. Après avoir tué un policier qui avait découvert leur présence, ils ont pris en otage un père et sa fille dans un immeuble d'habitation. Après avoir fui avec les otages pour retourner à la plage, une fusillade a tué un policier et deux des militants. Kuntar a ensuite exécuté les otages avant que lui et l'envahisseur restant ne soient capturés.
En avril 1981, les États-Unis ont négocié un cessez-le-feu au Sud-Liban entre Israël, la Syrie et l'OLP.

#### 1982: la guerre du Liban et ses conséquences

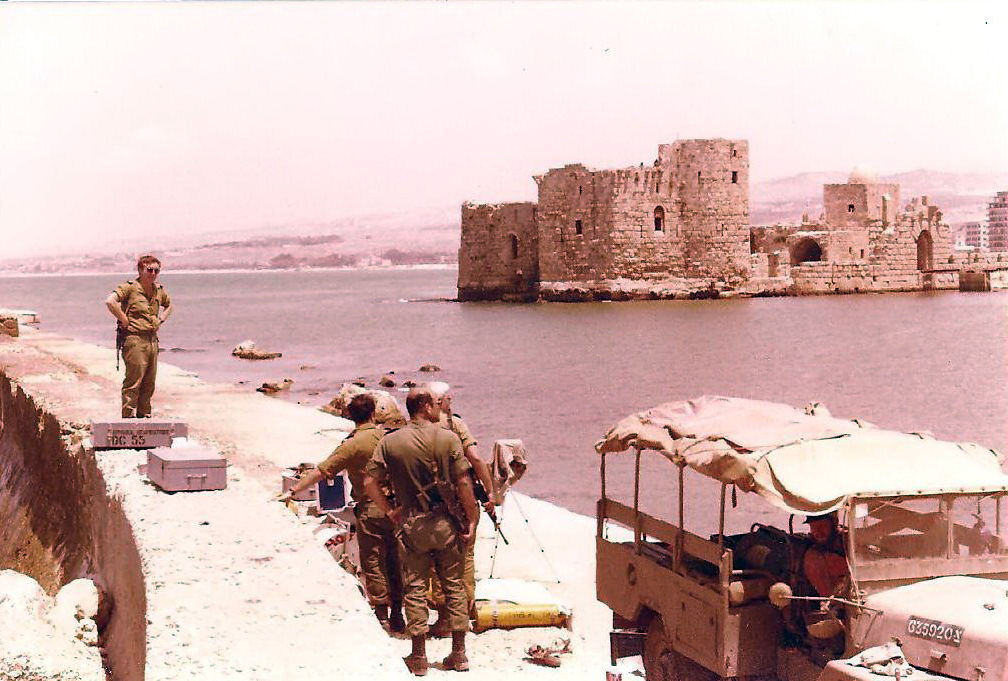
Troupes israéliennes dans la ville portuaire libanaise de Sidon, août 1982

La guerre du Liban de 1982 a commencé le 6 juin 1982, lorsque Israël a de nouveau envahi le pays dans le but d'attaquer l'Organisation de libération de la Palestine. L'armée israélienne a assiégé Beyrouth. Pendant le conflit, selon des sources libanaises, entre 15 000 et 20 000 personnes ont été tuées, principalement des civils,. Selon l'analyste militaire américain Richard Gabriel, entre 5 000 et 8 000 civils ont été tués. Des combats ont également eu lieu entre Israël et la Syrie. Les États-Unis, craignant l'aggravation du conflit et le prestige que le siège conférait au chef de l'OLP, Yasser Arafat, ont obtenu de toutes les parties qu'elles acceptent un cessez-le-feu et les conditions du retrait de l'OLP le 12 août. La Force multinationale au Liban est arrivée pour maintenir la paix et assurer le retrait de l'OLP. La direction de l'OLP s'est retirée de Beyrouth le 30 août 1982 et s'est installée en Tunisie.
L'Assemblée nationale du Liban choisit de justesse Bachir Gemayel comme président élu, mais lorsqu'il est assassiné le 14 septembre 1982, Israël réoccupe Beyrouth Ouest. Parallèlement, un groupe de miliciens issus des Forces libanaises et de l'Armée du Liban-Sud de Lahd perpétue le massacre de Sabra et Chatila.

### Les accords israélo-libanais de 1983 et leur effondrement

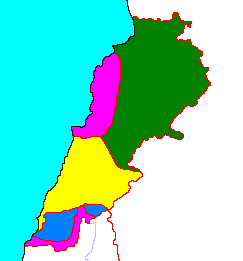
Carte montrant l'équilibre du pouvoir au Liban, 1983 : Vert - contrôlé par la Syrie, violet - contrôlé par des groupes chrétiens, jaune - contrôlé par Israël, bleu - contrôlé par l'ONU

En 1983, les États-Unis ont négocié l'accord du 17 mai, un traité de paix entre Israël et le Liban, à l'exception de son nom. L'accord prévoyait un retrait israélien échelonné sur les huit à douze semaines suivantes et la création d'une "zone de sécurité" devant être patrouillé par l'armée libanaise au Sud-Liban, mais était également conditionné au retrait syrien. En août 1983, alors qu'Israël se retirait des zones situées au sud-est de Beyrouth jusqu'au fleuve Awali, les factions libanaises se sont affrontées pour le contrôle du territoire libéré.
En février 1984, l'armée libanaise s'est effondrée, de nombreuses unités formant leurs propres milices. Les milices chiites et druzes ont pris une grande partie de Beyrouth au début de 1984 et ont consolidé leur pouvoir. L'Assemblée nationale libanaise, sous la pression de la Syrie et des milices musulmanes, annule le 5 mars 1984 l'accord du 17 mai.
Le 15 janvier 1985, Israël a adopté un plan de retrait progressif, se retirant finalement sur le Litani pour former la zone de sécurité israélienne de 4 à 12 kilomètres de profondeur tout en utilisant la milice indigène de l'armée sud-libanaise pour aider à la contrôler.

### Conflit entre l'ALS et le Hezbollah (février 1985 - mai 2000)

#### Consolidation du Hezbollah

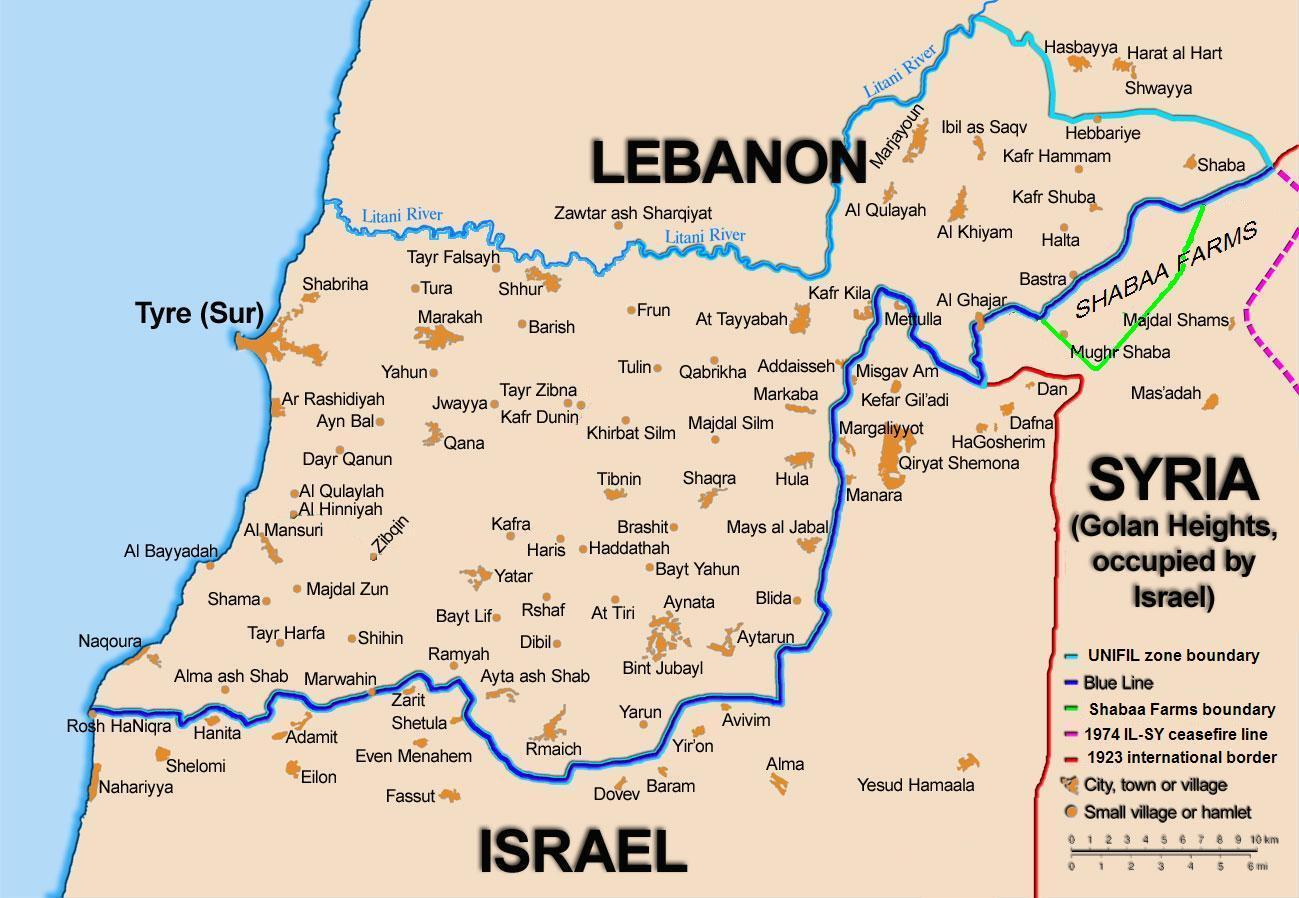
Carte du Sud-Liban, comprenant la Ligne bleue, la zone de la FINUL et le fleuve Litani (2006).

Le 16 février 1985, le cheikh chiite Ibrahim al-Amin a déclaré un manifeste au Liban, annonçant un mouvement de résistance appelé Hezbollah, dont les objectifs étaient notamment de lutter contre l'occupation israélienne. Pendant le conflit au Sud-Liban (1985–2000), la milice du Hezbollah a mené une campagne de guérilla contre les forces israéliennes occupant le Sud-Liban et leurs mandataires de l'Armée du Sud-Liban. "Tout au long de la période 1985-92, il y a eu très peu d'échanges limités entre les forces israéliennes et celles du Hezbollah ou d'Amal au Sud-Liban", et "à l'exception de l'année 1988, au cours de laquelle vingt et un soldats israéliens ont été tués, le nombre de morts israéliens par an sur cette période était à un chiffre".
À la fin de 1990, la guerre civile libanaise était effectivement terminée. En mars 1991, l'Assemblée nationale du Liban a adopté une loi d'amnistie qui a gracié tous les crimes politiques antérieurs à sa promulgation. En mai 1991, les milices - à l'exception importante du Hezbollah et de l'ALS - ont été dissoutes, et les forces armées libanaises ont commencé à se reconstruire lentement en tant que seule grande institution non sectaire du Liban.

#### Conflit de la ceinture de sécurité
De 1985 à 2000, Israël a continué à financer l'Armée du Liban Sud. En 1992, le Hezbollah a remporté dix des 128 sièges de l'Assemblée nationale libanaise.
Le 25 juillet 1993, Israël a lancé l'opération "Responsabilité", connue au Liban sous le nom de guerre des sept jours. La raison invoquée était de riposter à la mort de soldats de l'armée israélienne dans la "zone de sécurité", qu'Israël avait créée en 1985 au Sud-Liban pour protéger ses frontières nord à la fois du Hezbollah et du Front populaire pour la libération de la Palestine - Commandement général. Le 10 juillet, le Hezbollah a entrepris une opération au cours de laquelle cinq soldats israéliens ont été tués ; une nouvelle attaque le 19 juillet a fait plusieurs autres victimes au sein de l'IDF, et le 23. un autre soldat israélien a été tué. Les raids transfrontaliers étaient fréquents des deux côtés, et l'opération "Responsabilité" est née de l'escalade des hostilités. Des milliers de bâtiments ont été bombardés, faisant 120 morts et 500.000 civils déplacés. Les forces israéliennes ont également détruit des infrastructures telles que des centrales électriques et des ponts. Selon Michael Brecher, l'objectif de l'opération "Accountability" était de précipiter une importante fuite de réfugiés libanais du sud vers Beyrouth et de mettre ainsi le gouvernement libanais sous pression pour qu'il freine le Hezbollah, qui a riposté par des tirs de roquettes sur des villages israéliens, tout en infligeant beaucoup moins de pertes. Après que le Liban se soit plaint à l'ONU, le Conseil de sécurité a demandé à Israël de retirer ses forces d'occupation du territoire libanais. Un accord de trêve négocié par les États-Unis a obtenu l'engagement d'Israël de mettre fin aux attaques au nord de sa zone de sécurité au Liban, et un accord du Hezbollah de s'abstenir de tirer des roquettes sur Israël.
Le 11 avril 1996, Israël a lancé l'opération Raisins de la colère, connue au Liban sous le nom de guerre d'avril, qui a répété le schéma de l'opération "Responsabilité", déclenchée par des roquettes Katioucha du Hezbollah tirées sur Israël en réponse au meurtre de deux Libanais par un missile de l'armée israélienne et au meurtre d'un jeune Libanais par une bombe placée au bord de la route. Israël a mené des raids aériens massifs et des bombardements de grande envergure dans le sud du Liban. 106 Libanais sont morts dans le bombardement de Cana, lorsqu'un complexe de l'ONU a été touché par un bombardement israélien. Le conflit a pris fin le 26 avril 1996 avec l'accord de cessez-le-feu israélo-libanais dans lequel le Hezbollah et Israël se sont tous deux engagés à respecter les "règles du jeu" et à renoncer aux attaques contre les civils.
En janvier 2000, le Hezbollah a assassiné l'homme responsable des opérations quotidiennes de l'ALS, le colonel Akel Hashem,. L'armée de l'air israélienne, en réaction apparente, a frappé le 7 février les infrastructures civiles du Liban, notamment les centrales électriques de Baalbek, Deir Nbouh et Jambour. Dix-huit personnes auraient été blessées.
À la suite de sa déclaration d'intention de mettre en œuvre la résolution 425 du Conseil de sécurité des Nations unies le 1er avril 1998, et après l'effondrement de l'armée du Sud-Liban face à un assaut du Hezbollah, Israël a déclaré le 24 mai 2000 qu'il se retirerait de son côté de la frontière désignée par l'ONU, la Ligne bleue, 22 ans après l'approbation de la résolution. L'équipement et les positions de l'armée du Sud-Liban sont en grande partie tombés entre les mains du Hezbollah. Le Liban célèbre le 25 mai, jour de la Libération, comme une fête nationale.

### Affrontements frontaliers et assassinats (septembre 2000 - juillet 2006)
- En septembre 2000, le Hezbollah a forgé une coalition électorale avec le mouvement Amal. La coalition a balayé les 23 sièges parlementaires attribués au Sud-Liban lors de la première élection de cette région depuis 1972[53].

- Le 7 octobre 2000, trois soldats israéliens - Adi Avitan, le sergent d'état-major Benyamin Avraham et le sergent d'état-major Omar Sawaidwere - ont été enlevés par le Hezbollah à la frontière israélo-libanaise[54]. Les soldats ont été tués soit au cours de l'attaque soit immédiatement après[55].

- Après que le Hezbollah a tué un soldat israélien lors d'une attaque contre un bulldozer blindé qui avait traversé la frontière pour nettoyer les bombes le 20 janvier 2004, Israël a bombardé deux des bases du groupe[56].

- Le 29 janvier 2004, dans le cadre d'un échange de prisonniers médiatisé par l'Allemagne, l'ancien chef de la sécurité d'Amal, Mustafa Dirani, qui avait été capturé par des commandos israéliens en 1994, et 22 autres détenus libanais, environ 400 Palestiniens et 12 Israéliens-Arabes ont été libérés des prisons israéliennes en échange de l'homme d'affaires israélien Elchanan Tenenbaum, qui avait été capturé par le Hezbollah en octobre 2000. Les restes de 59 militants et civils libanais ainsi que les corps des trois soldats israéliens capturés le 7 octobre 2000 faisaient également partie de l'échange. Le Hezbollah a demandé que des cartes montrant les mines israéliennes au Sud-Liban soient incluses dans l'échange[15],[16].

- En mai 2004, des miliciens du Hezbollah ont tué un soldat israélien le long de la frontière dans les fermes de Shebaa détenues par les Israéliens.

- Entre juillet et août 2004, le conflit frontalier a connu une période plus intense. Le Hezbollah a déclaré que les affrontements ont commencé lorsque les forces israéliennes ont bombardé ses positions, tandis qu'Israël a déclaré que le Hezbollah avait commencé les combats par une attaque de sniper sur un avant-poste frontalier.

- Le 2 septembre 2004, la résolution 1559 a été approuvée par le Conseil de sécurité des Nations unies, appelant à la dissolution de toutes les milices libanaises. Un Hezbollah armé a été considéré par le gouvernement israélien comme une violation de la résolution[57]. Le gouvernement libanais s'est écarté de cette interprétation[58],[59].

- Les troupes syriennes se sont retirées du Liban en avril 2005[60].

- Le 26 mai 2006, une voiture piégée a tué le leader du Djihad islamique palestinien Mahmoud Majzoub et son frère à Sidon. Le Premier ministre du Liban, Fouad Siniora, a qualifié Israël de principal suspect, mais Israël a nié toute implication[61]. Le 28 mai 2006, des roquettes ont été tirées du Liban vers Israël.

- Le 10 juin 2006, l'armée libanaise a arrêté les membres d'un présumé réseau d'espionnage israélien, dont Mahmoud Rafeh, sa femme et ses deux enfants[62]. La police a découvert chez lui du matériel de fabrication de bombes, des machines à coder et d'autres équipements d'espionnage. Rafeh aurait avoué les meurtres de Majzoub et avoir travaillé pour le Mossad[63], et a admis que sa cellule avait assassiné deux dirigeants du Hezbollah en 1999 et 2003 et le fils d'Ahmed Jibril, dirigeant du Front populaire de libération de la Palestine-Commandement général, en 2002[64]. L'ancien ministre libanais Walid Joumblatt, qui critiquait ouvertement le Hezbollah, soupçonnait que la mise au jour du réseau d'espionnage était une invention du Hezbollah[62].

### Guerre du Liban (2006)

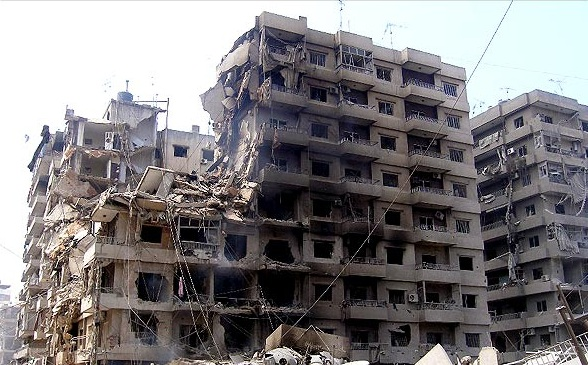
Destruction de bâtiments à Beyrouth en 2006

Le 12 juillet 2006, lors d'un incident connu sous le nom d'incident de Zar'it-Shtula, le Hezbollah a lancé des attaques de roquettes de diversion sur des positions militaires israéliennes près de la côte et près du village frontalier de Zar'it, tandis qu'un autre groupe du Hezbollah a traversé le Liban pour entrer en Israël et a tendu une embuscade à deux véhicules de l'armée israélienne, tuant trois soldats israéliens et en capturant deux,.
Le Hezbollah a rapidement exigé la libération des prisonniers libanais détenus par Israël, dont Samir Kuntar et un auteur présumé survivant du massacre de la route côtière, en échange de la libération des soldats capturés.
De lourds tirs entre les deux camps ont été échangés sur toute la longueur de la Ligne bleue, le Hezbollah visant les positions des FDI près des villes israéliennes.
Ainsi commença la guerre du Liban en 2006. Israël a répondu par des frappes aériennes et des tirs d'artillerie massifs sur des cibles dans tout le Liban, un blocus aérien et naval et une invasion terrestre du Sud-Liban. Au Liban, le conflit a tué plus de 1 100 personnes, dont des combattants,,,,, a gravement endommagé les infrastructures et déplacé environ un million de personnes. Israël a subi 42 morts civiles à la suite d'attaques prolongées à la roquette lancées sur le nord d'Israël, provoquant le déplacement d'un demi-million d'Israéliens. La vie normale dans une grande partie du Liban et du nord d'Israël a été perturbée, en plus des morts au combat.
Un cessez-le-feu négocié par les Nations unies est entré en vigueur le 14 août 2006. Le blocus a été levé le 8 septembre.

### Guerre entre Israël et le Hezbollah (depuis 2023)
Le conflit entre Israël et le Hezbollah de 2023-2024 commence par des affrontements frontaliers qui surviennent régulièrement à partir du 8 octobre 2023, dans un contexte de guerre à Gaza, lorsque le Hezbollah tire des roquettes guidées et des obus d'artillerie sur Israël et les territoires occupés par l’État hébreu en solidarité avec le peuple palestinien,. Israël, quant à lui, entreprend des frappes de drones et des tirs d'artillerie sur les positions du Hezbollah, près de la frontière entre le plateau du Golan et le Liban. Les bombardements israéliens deviennent massifs et particulièrement meurtriers à partir de septembre 2024,, ; ils sont considérés comme un « tournant » dans le conflit.
Le conflit entre Israël et le Hezbollah inclut également les explosions de bipeurs et de talkies-walkies au Liban, largement attribuées à Israël, les 17 et 18 septembre, et plusieurs raids aériens visant des dirigeants du Hezbollah mais tuant aussi de nombreux civils, en particulier la frappe israélienne du 20 septembre 2024 à Beyrouth,.
À partir du 30 septembre 2024, Israël lance une offensive terrestre au Liban en menant des opérations terrestres présentées comme « limitées » mais qui donnent lieu à de violents combats avec le Hezbollah libanais.

## Conséquences
Depuis la fin de la guerre du Liban en 2006, il n'y a eu que des incidents isolés.

### Incidents à la frontière militaire israélo-libanaise
- Le 7 février 2007, il y a eu un échange de tirs près d'Avivim entre les forces armées libanaises et les forces de défense israéliennes  (FDI), qui a culminé avec le tir de deux obus de chars des FDI au-dessus de la frontière. Il n'y a eu aucun blessé de part et d'autre[85]. Le secrétaire général des Nations unies a déclaré qu'il s'agissait du premier incident armé depuis la fin de la dernière guerre et que le premier tir avait été effectué par l'armée libanaise sans aucune provocation puisque les FDI opéraient à l'intérieur du territoire israélien[86].

- Le 3 août 2010, les forces de l'IDF ont affronté l'armée libanaise. L'affrontement a commencé lorsque l'armée libanaise a attaqué un poste de l'IDF avec des tirs de snipers, tuant un officier israélien et en blessant un autre. Les troupes de l'IDF sur place ont riposté et Israël a riposté par des frappes aériennes et d'artillerie sur les positions de l'armée libanaise, tuant deux soldats libanais et en blessant cinq autres. Un journaliste libanais a également été tué et un autre blessé. Les Libanais ont affirmé qu'ils répondaient à une violation de leur souveraineté par Israël lorsque les troupes israéliennes ont traversé la frontière et ont commencé à abattre un arbre qui se trouvait en territoire libanais. Les Israéliens ont nié avoir violé la souveraineté libanaise et ont prétendu que l'arbre se trouvait sur leur territoire. La Force intérimaire des Nations unies au Liban (FINUL) a confirmé la position israélienne, ajoutant qu'Israël les avait préalablement informés des travaux frontaliers[87],[88],[89].

- Le 1er août 2011, les soldats israéliens et les soldats libanais ont échangé des tirs. Au début, il a été rapporté qu'un soldat libanais avait été tué, mais la FINUL a déclaré plus tard que personne n'avait été tué. Les conclusions de la FINUL ont montré que les troupes israéliennes n'avaient pas traversé la frontière et qu'il n'y avait pas de cause à l'affrontement[90],[91].

- Le 16 décembre 2013, un soldat libanais, agissant sans ordre, a tiré sur un véhicule civil conduit par un officier de la marine israélienne le long de la frontière, le tuant. Le soldat a ensuite fui la scène et s'est rendu aux autorités libanaises. Peu après, les troupes de l'IDF opérant du côté israélien de la frontière dans la zone où l'officier a été tué ont tiré sur ce qu'une porte-parole de l'IDF a appelé un "mouvement suspect" du côté libanais de la frontière, touchant deux soldats libanais[92].

### Affrontements frontaliers entre Israël et le Hezbollah
- Le 7 août 2013, quatre soldats israéliens ont été blessés dans l'explosion d'une mine terrestre prétendument posée par le Hezbollah. L'armée libanaise a déclaré que les soldats se trouvaient à 400 mètres en territoire libanais[93],[94].

- Le 14 mars 2014, après la détonation d'un engin explosif dans la région du Mont Dov qui a blessé trois soldats, l'armée israélienne a tiré plusieurs obus sur le village de Kfar Kila au sud du Liban. En représailles à la détonation de l'engin explosif, une force blindée israélienne a attaqué une position du Hezbollah dans la ville de Halata, près des fermes de Shebaa. Quelques heures après l'incident, l'État islamique en Irak et au Levant (EIIL) a annoncé qu'il prenait la responsabilité de l'attaque à la frontière libanaise[95],[96].

- Le 18 janvier 2015, un raid aérien sur un convoi dans le district de Quneitra en Syrie a eu lieu, tuant six membres du Hezbollah et au moins un officier du Corps des Gardiens de la révolution islamique (souvent appelé Gardiens de la Révolution ou GRI). Les observateurs de l'ONU ont attribué l'attaque à Israël, qui n'a pas fait de commentaires officiels[97]. En réponse, le 28 janvier, le Hezbollah a tiré des missiles sur un convoi israélien dans les fermes de Shebaa, territoire contesté du plateau du Golan occupé par Israël, tuant deux soldats. Les FDI ont tiré des obus sur le Sud-Liban, tuant un soldat de la paix espagnol[98].

- Le 1er septembre 2019, le Hezbollah a lancé des roquettes du Liban vers Israël, visant[99] une base militaire et un véhicule des FDI. Le Hezbollah a fait des victimes israéliennes[100]. Un véhicule de l'IDF, d'abord identifié comme une jeep blindée peinte d'une étoile juive rouge, puis précisé comme un véhicule utilisé comme ambulance au moment où[99] il a été visé[99] par un missile antichar tiré par le Hezbollah. Il y a eu des rapports contradictoires, certains affirmant que les missiles ont touché, voire détruit[99] le véhicule des FDI et d'autres sources indiquant qu'il a manqué la cible[101]. Le Premier ministre Benjamin Netanyahu a déclaré qu'aucun Israélien n'a été blessé[99]. Deux militaires des FDI apparemment blessés ont été envoyés au centre médical Rambam de Haïfa, mais ont été libérés sans avoir reçu aucun traitement médical selon Israël[102],[99].

- Le 27 juillet 2020, il y a eu un échange de tirs entre les soldats israéliens et quatre membres du Hezbollah[103],[104],[105],[106].

### Attaques à la roquette libanaise contre Israël
- Le 17 juin 2007, un groupe militant inconnu a tiré deux roquettes depuis le Liban vers le nord d'Israël, une action que l'ONU a condamnée comme une grave violation du cessez-le-feu. Le Hezbollah a nié toute implication dans cet incident, et Israël a souligné qu'il s'abstiendrait de répondre par la force. Fouad Siniora a promis que "l'État ... ne ménagera aucun effort pour découvrir ceux qui sont derrière cet incident"[107]. Citant ses sources de renseignement et militaires, Debkafile a affirmé que le bombardement avait été effectué sur ordre des services de renseignement militaires syriens par une organisation palestinienne extrémiste inconnue appelée Ansar Allah, et que le point de lancement avait été déterminé par les agents de renseignement du Hezbollah qui maintiennent des liens opérationnels et fournissent des armes aux combattants d'Ansar Allah[108].

- Le 11 septembre 2009, vers 15h45, des explosions ont eu lieu dans la région de Nahariya et en Galilée occidentale sans qu'il y ait eu d'alarme. Deux roquettes sont tombées dans des zones ouvertes, et aucun blessé ni dommage n'a été signalé. Les FDI ont réagi en tirant sur les sites de lancement au Sud-Liban[109].

- Le 29 novembre 2011, des roquettes ont été tirées du Liban vers le territoire israélien et ont explosé en Galilée occidentale sans faire de victimes, mais des biens ont été endommagés. En réaction, les FDI ont tiré sur les sources de l'incendie au Liban. Les pompiers israéliens ont pris le contrôle de l'incendie qui s'est déclaré dans l'un des centres. Israël a estimé que les roquettes avaient été tirées par une organisation palestinienne[110].

### Les frappes aériennes israéliennes au Liban
- Le 24 février 2014, l'agence de presse officielle libanaise a rapporté que des avions de guerre israéliens ont mené deux attaques près de la frontière syro-libanaise dans la zone du Nabi Sheet. La radio "Voix du Liban" a rapporté que la cible de l'attaque était des convois du Hezbollah, qui ont transféré des roquettes très perfectionnées de la Syrie vers le bunker de l'organisation dans la vallée du nord du Liban. Al-Arabiya a rapporté que la cible de l'attaque était les installations du Hezbollah à l'intérieur du Liban, près de la frontière et que plusieurs membres du Hezbollah ont été tués dans l'attaque[111],[112],[113],[114].

- Le 21 juin 2015, Al Jazeera a rapporté que des avions de combat israéliens ont attaqué des cibles dans les zones montagneuses près de la ville de Saghbine. Cependant, Al-Manar, affilié au Hezbollah, a signalé qu'un drone israélien s'était écrasé dans cette zone, et que plus tard, un avion israélien avait tiré sur lui et avait détruit le drone abattu[115].

- Le 10 mai 2016, l'armée de l'air israélienne a attaqué un convoi du Hezbollah comprenant six véhicules près du village d'Anjar alors qu'il se rendait de la Syrie au Liban dans les montagnes de Qalamoun à la frontière avec la Syrie[116].

- Le 25 mars 2018, les médias arabes ont rapporté que des jets israéliens ont frappé un certain nombre de positions du Hezbollah près de la ville de Baalbek, le long de la frontière syrienne. Le journal libanais al-Jadeed a rapporté que les bruits forts entendus par les habitants de la région n'étaient pas des explosions, mais des avions israéliens franchissant la barrière sonore, provoquant des boums sonores. Al Manar, affilié au Hezbollah, a démenti ces rapports et a déclaré que ni le Hezbollah ni l'armée syrienne n'avaient été attaqués par les forces israéliennes[117].

- Le 27 mai 2019, la société libanaise Al Mayadeen a déclaré qu'un drone israélien avait frappé un système de surveillance dans le sud du Liban. Un rapport supplémentaire indique que l'armée libanaise était sur place pour enquêter sur le dispositif, qui serait israélien[118].

- Le 25 août 2019, des responsables libanais et du Hezbollah ont rapporté que deux drones israéliens s'étaient écrasés dans le quartier de Dahieh à Beyrouth, au Liban. Selon les responsables libanais[119],[120],[121], des drones israéliens ont attaqué Beyrouth ; l'un s'est écrasé sur le toit du Centre des médias du Hezbollah, environ 45 minutes avant que le second n'explose en l'air et n'endommage le bâtiment. Le Hezbollah a nié les avoir fait exploser ou les avoir pris pour cible[122]. C'était le premier incident de ce type entre Israël et le Liban depuis la guerre du Liban de 2006[123],[122].

- Le 26 août 2019, les médias arabes ont affirmé que des avions israéliens avaient effectué un raid aérien sur une base appartenant au Front populaire de libération de la Palestine - Commandement général (FPLP-CG), un groupe militant palestinien basé en Syrie. La base est située dans la vallée de la Bekaa, à l'est du Liban, près de la frontière avec la Syrie[124].

### Activité aérienne
- Le 6 octobre 2012, un drone prétendument opéré par le Hezbollah depuis le Liban a été abattu par l'armée de l'air israélienne près de la forêt de Yatir[125].

- Le 31 mars 2018, un drone israélien Hermes 450 s'est écrasé en raison d'une défaillance technique. Un autre drone israélien a bombardé le drone qui s'est écrasé. L'armée libanaise a publié une déclaration indiquant que le drone s'était écrasé et qu'il était équipé de quatre munitions non explosées. Une unité technique de l'armée libanaise l'a fait exploser[126].

- Le 31 octobre 2019, un drone israélien a été visé par un missile anti-aérien tiré par le Hezbollah au Sud-Liban, ont déclaré les responsables des deux pays. Selon le Hezbollah, le drone a été abattu, une affirmation démentie par Israël[127].

- Le 26 juillet 2020, un drone israélien s'est écrasé au Liban dans la crainte d'une escalade avec le Hezbollah[128].

- Le 22 août 2020, le Hezbollah a déclaré avoir abattu un drone israélien à Ayta ash Shab, au Sud-Liban. Plus tard, l'IDF a reconnu qu'un drone avait été perdu et était tombé entre les mains du Hezbollah[129].

### Autres incidents
- Le 4 décembre 2013, un commandant du Hezbollah, Hassan al-Laqqis, a été assassiné à Beyrouth. Israël a nié toute implication[130].

- Le 5 septembre 2014, l'agence de presse officielle libanaise a rapporté qu'un dispositif de surveillance israélien avait explosé dans la zone du village d'Aadloun, dans la région de Sidon. Selon le rapport, le dispositif a été placé dans le jardin et c'est le Hezbollah qui l'a fait exploser, avec des mesures de sécurité renforcées en arrière-plan. Sur le site d'information libanais "Al-Nashra", il a cependant été affirmé qu'un drone israélien avait fait exploser le dispositif après sa découverte. Les chaînes Al Mayadeen et Al-Manar, affiliées au Hezbollah, ont affirmé qu'un avion de surveillance avait fait exploser le dispositif à distance[131].

## Les enjeux du conflit

### Incursions israéliennes au Liban
Depuis la guerre civile, Israël a régulièrement violé l'espace aérien, les eaux et les frontières du Liban, ce qui est illégal puisqu'il viole le territoire du Liban et Résolution 425 et 1701,,.
Les violations les plus fréquentes sont les survols par des avions de guerre et des drones israéliens; ces violations se sont produites depuis le début du conflit israélo-libanais, et se sont produites continuellement et presque quotidiennement depuis la guerre du Liban de 2006, étant la source de nombreux conflits entre le Liban et Israël. Les avions de guerre israéliens organisent parfois des attaques simulées sur des villes libanaises, et émettent des bangs supersoniques qui effraient les civils,.
En 2007, le gouvernement libanais s'est plaint que les avions israéliens avaient pénétré dans l'espace aérien libanais 290 fois en quatre mois, et que les troupes israéliennes avaient franchi la frontière 52 fois.
En 2006, le ministre français de la défense, Michèle Alliot-Marie, a déclaré "Je rappelle que les violations de l'espace aérien sont extrêmement dangereuses, elles le sont d'abord parce qu'elles peuvent être ressenties comme hostiles par les forces de la coalition qui pourraient être amenées à riposter en cas de légitime défense et que ce serait un incident très grave". Les responsables américains en visite en Israël ont également exigé qu'Israël arrête les survols car ils nuisent à la réputation du Premier ministre libanais Fouad Siniora.
Le 19 août 2010, l'armée libanaise a signalé que 12 avions appartenant aux FDI sont entrés en territoire libanais, ce qui constitue selon elle une violation de la résolution 1701. Lors des trois incidents, les avions des FDI ont effectué des manœuvres en cercle, n'ont tiré aucun coup de feu et ont quitté l'espace aérien libanais peu après.
L'ONU n'a cessé de protester contre les survols répétés d'Israël,. Les responsables libanais craignent que l'escalade des survols n'augmente les tensions et ne conduise à la guerre,.
Israël rejette ces critiques et affirme que les survols sont nécessaires,. Malgré cela, une fuite d'un message par câble américain montre qu'Israël a proposé de mettre fin à ces violations.
Sur terre, la Ligne bleue est souvent franchie, de même que les incursions dans les fermes de Chebaa (qu'Israël considère comme faisant partie du plateau du Golan, qu'il a pris à la Syrie en 1967, mais que le Liban revendique comme territoire libanais) L'incident de frontière israélo-libanais de 2010 a également été effectuée sur la base d'allégations de telles violations.
En mer, des canonnières israéliennes ont tiré dans les eaux territoriales libanaises, et des Libanais ont affirmé qu'Israël violait le droit de la mer et pourrait revendiquer les ressources naturelles libanaises par le biais du champ gazier de Tamar,,,.
Le Hezbollah utilise ces violations pour justifier la légitimité de sa résistance armée continue contre Israël.